# Nødhammer
En nødhammer er et simpelt værktøj til redning i tilfælde af en trafikulykke. Nødhammerens formål er relativt sikkert at kunne knuse glasruder af enkeltlagssikkerhedsglas (side- og bagruder) i nødstilfælde for at muliggøre flugten hhv. redningen fra farezonen.
Nødhammeren består normalt af et kunststofgreb med håndbeskyttelse og øverst en spids af stål. Nødhammere findes i enhver bus og andre offentlige transportmidler; meget kendt er her de røde nødhammere, som er monteret mellem ruderne i køretøjet. Nogle gange findes de samme stålspidser som på nødhammere også i andre værktøjer såsom lommelygter eller knive. Nødhammeren kan normalt også bruges som seleskærer. Forgængeren for den i dag kendte nødhammer var T-formet og havde også et kunststofgreb, men havde en metalspids i begge ender. Denne model er dog ikke blevet monteret i busser og lignende i de sidste mindst 20 år.
Indenfor brandvæsnet benyttes nødhammere sjældent, da der i stedet foretrækkes fjederprikkere og glasskærere.
Nødhammere bliver ofte stjålet, da de er monteret på uovervågede steder. Nyere modeller er ofte befæstiget med en tråd, som forhindrer spontan fjernelse. Tråden er monteret på en spole, som garanterer at hammeren i nødstilfælde kan benyttes flere meter fra holderen.

## Nødhammere i personbiler
Det er frivilligt om man ønsker at medbringe en nødhammer i sin personbil. I så fald kan personer, som er klemt inde i bilen, befri sig selv. I personbiler benyttes nødhammeren hovedsageligt hvis bilen er rullet rundt og dørene er så beskadigede, at de ikke kan åbnes eller i tilfælde af at bilen befinder sig under vandet.
Ved brug af en nødhammer i en personbil skal det altid forsøges at ramme den nederste del af ruden, da den i dette område flækker lettere end på midten og i den øverste del.
Ofte er der på nødhammeren også monteret en seleskærer, hvor personer kan befries fra sædet i nødstilfælde. Hvis selen klemmer, er det næsten umuligt at komme fri uden brug af værktøj.